# Назин, Иван Ильич
Иван Ильич Назин (1919—1943) — старший лейтенант Рабоче-крестьянской Красной Армии, участник Великой Отечественной войны, Герой Советского Союза (1943).

## Биография
Родился 10 декабря 1919 года в селе Бурминка (ныне — Александро-Невский район Рязанской области). После окончания семи классов школы и фармацевтических курсов работал ассистентом фармацевта в Ногинске. В 1940 году был призван на службу в Красную Армию. В том же году окончил Кировабадскую военную авиационную школу лётчиков.
С декабря 1941 года — на фронтах Великой Отечественной войны. К февралю 1943 года младший лейтенант И. И. Назин командовал звеном 6-го бомбардировочного авиаполка 132-й бомбардировочной авиадивизии 5-й воздушной армии Закавказского фронта. К тому времени он совершил 152 боевых вылета на бомбардировку скоплений боевой техники и живой силы противника, его важных объектов, нанеся ему большие потери.
Указом Президиума Верховного Совета СССР от 1 мая 1943 года за «образцовое выполнение боевых заданий командования на фронте борьбы с немецкими захватчиками и проявленные при этом мужество и героизм» младший лейтенант Иван Назин был удостоен звания Героя Советского Союза с вручением ордена Ленина и медали «Золотая Звезда» за номером 980.
17 августа 1943 года трагически погиб вместе со всем экипажем в авиационной катастрофе в Тульской области. Похоронен в селе Волынцево Ленинского района.
Был награждён двумя орденами Ленина, орденом Красного Знамени и рядом медалей.

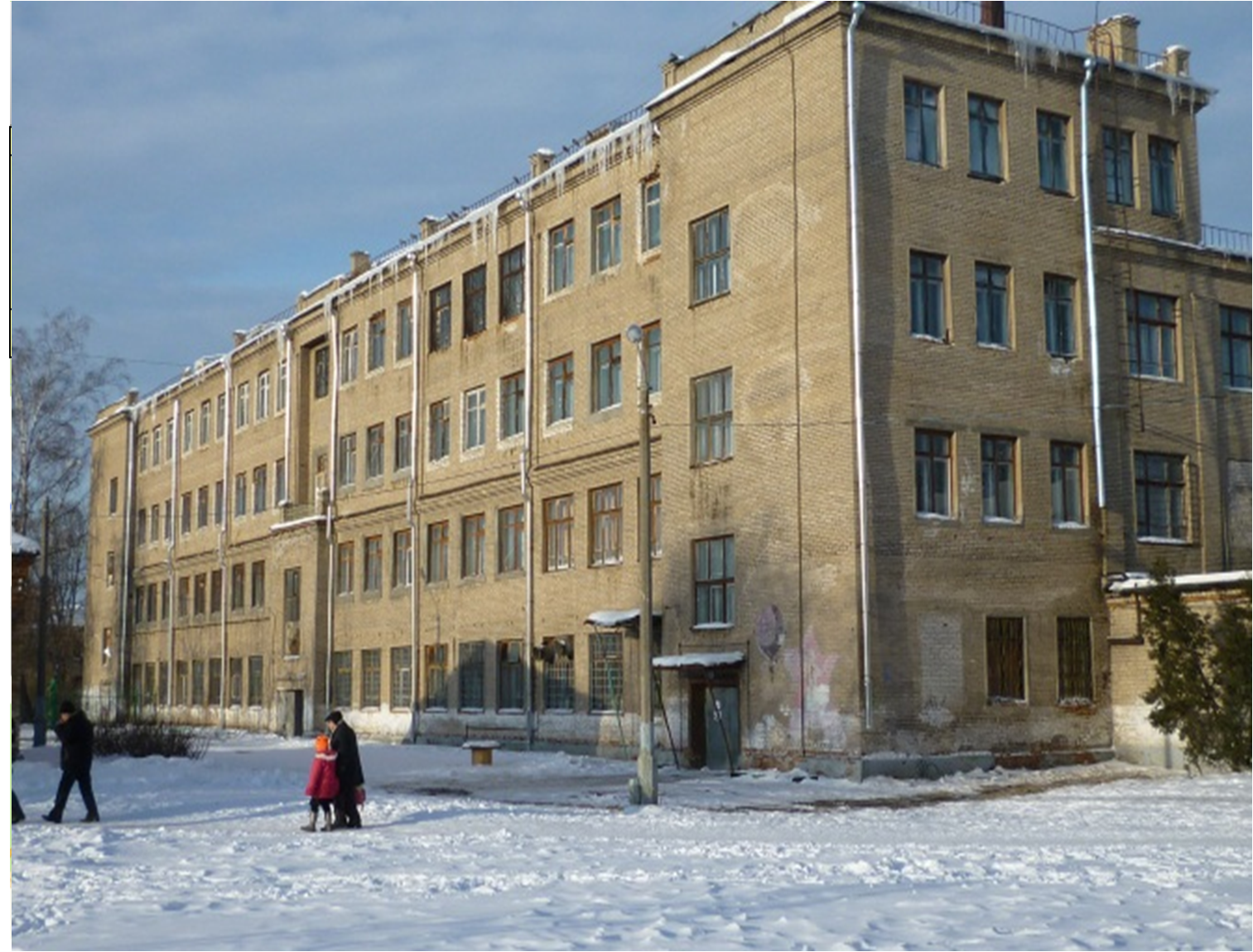
школа им. Героя Советского Союза И. И. Назина в Старой Купавне

В честь Назина названа школа на его родине.